# Моллі Нільссон
Моллі Нільссон (швед. Molly Nilsson; 14 грудня 1984, Стокгольм, Швеція) — шведська співачка, композитор і музикант. Власниця незалежного лейблу асоціації Dark Skies, заснованої в 2009 році. Станом на 2004 рік, Нільссон проживає в Берліні.

## Біографія
Вона народилася 14 грудня 1984 року в Грендалі, Стокгольм, Швеція, але коли їй було одинадцять років, її сім'я переїхала в регіон Седермальм. В одному з інтерв'ю Нільссон зізналася, що в дитинстві вона хотіла стати режисером. У 18 років вона намагалася створити групу з двома іншими друзями, Нільссон була гітаристкою, але вони ніколи не займалися музикою.
Нільссон відкрила культуру « do it yourself» за допомогою фанзинів, вона навіть створила деякі комікси. У віці 19 років вона переїхала до Берліна з наміром бути візуальним художником.

## Музика
Моллі Нільссон переїхала до Берліна, щоб займатися музикою. Вона працювала в гардеробі берлінського нічного клубу Berghain, заощаджуючи гроші на написання пісень у вихідні. У 2008 році вона випустила свій перший альбом під назвою These Things Take Time, який випустила на CD-R тиражем в 500 копій. У 2009 році вона випустила черговий власний альбом «Europa». Нільссон отримала більшу популярність у 2011 році, коли на її пісню «Hey Moon» від These Things Take Time Джон Маус випустив кавер в його альбомі «We Must Become the Pitiless Censors of Ourselves». Після випуску чергового альбому «Zenith» у 2015 році Нільссон розпочала світове турне.
Нільссон продюсує та виконує свою музику самостійно, хоча вона також випускає значну частину своєї музики в Dark Skies Association та Glasgow's Night School Records. Стиль Нільссон характеризується мінімалістськими аранжуваннями синтезаторів та барабанних ритмів і часто класифікується як темний поп [Архівовано 21 квітня 2021 у Wayback Machine.]. Вона називає самотність як необхідну та важливу частину свого творчого процесу. Під час живих виступів Нільссон часто співає поверх CD із власною музикою.

## Стиль
Критики, як правило, пов'язують музику Нільссон з synth-pop-ом, темнішим і більш меланхолічним піджанром попу. Однак її мінімалістичні мелодії, а також чорно-білі обкладинки альбомів та перформанси підкреслюють значення витончених текстів Нільссон та викривають атмосферу холодної, сірої Європи. Хоча її стиль можна класифікувати стилістично попсовим, смислове навантаження послання її пісень є дуже інтелектуальним і відрізняється від парадигми класичної попси. Однак структура її пісень більше схожа на пост-поп або альтернативну попсу, щось більш складне і не таке популярне.
Вона сама пише всю музику та тексти своїх пісень, у свою чергу також записує та створює власні відеокліпи, які деякі визначили як do it yourself.
Її музика іноді складається з програмованих основ і її голосу, з додаванням такого інструменту, як синтезатор, іноді використовуються сесійні музиканти, в результаті зазвичай виходить звук, схожий на музику 80-х. Її композиції коливаються між меланхолією і ностальгією. Через її ставлення, дещо темне і водночас чутливе, її вважають «анти-дівою». Зазвичай немає гітарного звуку, що переважно, крім пісні «City». Її тексти, як правило, говорять про теми повсякденного життя, такі як «Whisky Sour» та «Summer Cats», є також пісні, які нагадують про трагічний романтизм Морріссі, такі як «I Hope You Die» або «You always ill the one you love» .
У своїх живих виступах вона співає під інструментальний трек, який час від часу підтримує такий музикант, як саксофоніст.

## Дискографія

### Альбоми
- These Things Take Time (2008)
- Europa (2009)
- Follow the Light (2010)
- History (2011)
- The Travels (2013)
- Sólo Paraíso (2014)
- Zenith (2015)
- Imaginations (2017)[14]
- 2020 (2018)

### Сингли
- «Ugly Girl» / «Wrong Boy» (2016)
- «About Somebody» / «Quit (In Time)» (2017)